# Ajaursjön
Ajaursjön är en sjö i Lycksele kommun i Lappland och ingår i Umeälvens huvudavrinningsområde. Sjön har en area på 6,53 kvadratkilometer och ligger 229 meter över havet. Sjön avvattnas av vattendraget Åman. Vid provfiske har bland annat abborre, gers, gädda och löja fångats i sjön.

## Delavrinningsområde
Ajaursjön ingår i det delavrinningsområde (719312-165982) som SMHI kallar för Utloppet av Ajaursjön. Medelhöjden är 252 meter över havet och ytan är 27,87 kvadratkilometer. Räknas de 23 avrinningsområdena uppströms in blir den ackumulerade arean 317,92 kvadratkilometer. Åman som avvattnar avrinningsområdet har biflödesordning 3, vilket innebär att vattnet flödar genom totalt 3 vattendrag innan det når havet efter 179 kilometer. Avrinningsområdet består mestadels av skog (71 procent). Avrinningsområdet har 6,54 kvadratkilometer vattenytor vilket ger det en sjöprocent på 23,5 procent.

## Fisk
Vid provfiske har följande fisk fångats i sjön:
- Abborre
- Gärs
- Gädda
- Löja
- Mört
- Sik
- Siklöja